# Aouze
Aouze je francouzská obec v departementu Vosges, v regionu Grand Est. Leží 33 kilometrů od Toul.

## Geografie
Obcí protéká říčka Moines.

## Historie
Obec je jedním z možných úložišť jaderného odpadu, hlasování proběhlo v roce 2008.

## Památky
- ruina kostela sv. Vincence z 11. století, mezi památky zařazen v roce 1926
- kamenný kříž z 15. století

## Vývoj počtu obyvatel
Počet obyvatel